# Balthazar Jean Baron
Pour les articles homonymes, voir Baron.
Balthazar Jean Baron (1788-1869) est un dessinateur, un graveur aquafortiste et un lithographe français.

## Biographie

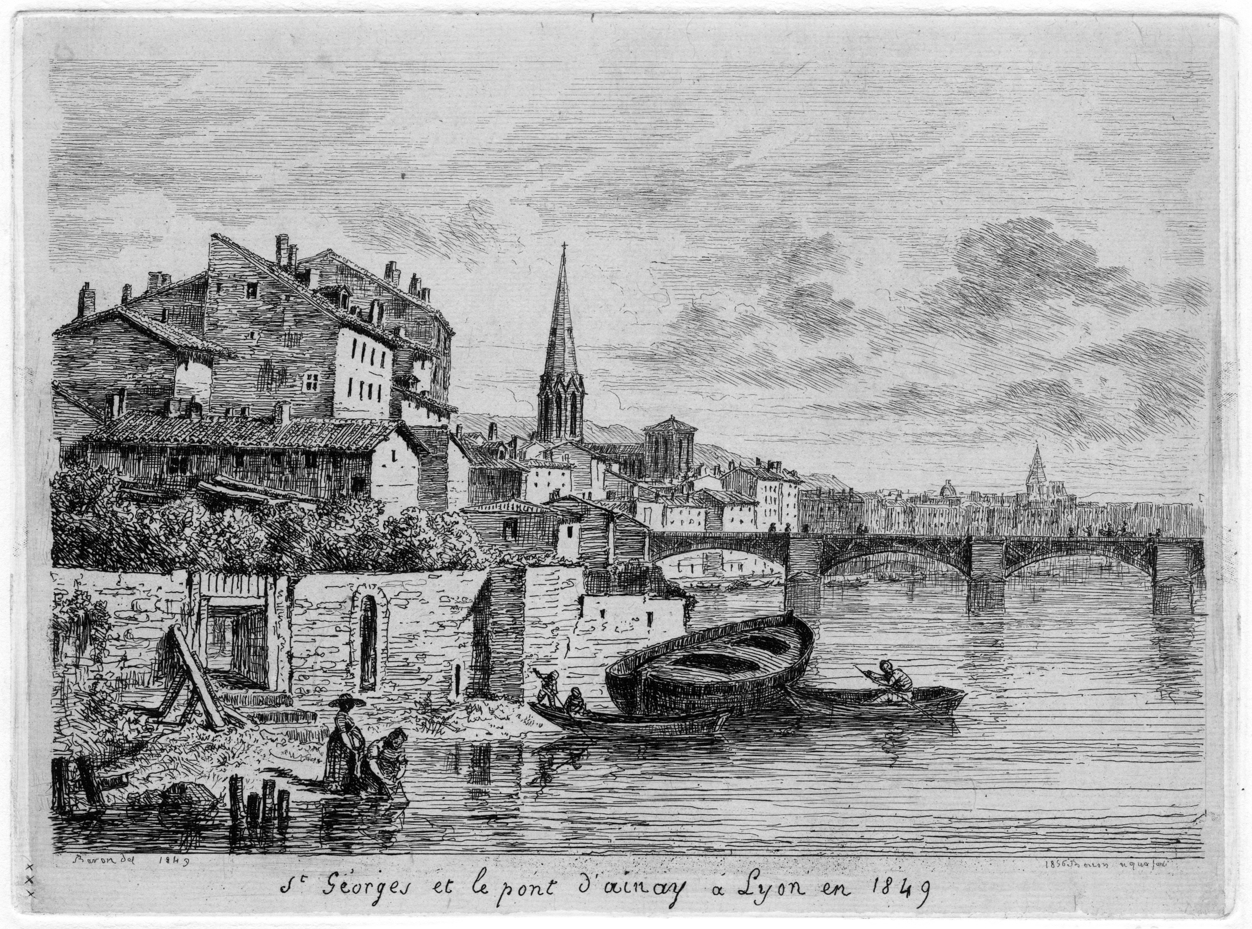
Vue de Lyon : Saint Georges et le pont d'Ainay en 1849.

D'origine lyonnaise, Balthazar (parfois écrit Balthazard) Jean Baron semble avoir appris tout seul l'art de la lithographie vers 1823-1824, avant de se tourner vers l'eau-forte. Durant un voyage à Paris, il rencontre Eugène Bléry qui lui recommande d'étudier la technique du graveur lyonnais Jean-Jacques de Boissieu. Il dessine « d'après nature ». 
Son ami le peintre graveur Flavien-Emmanuel Chabanne exécute un portrait de lui (1831).
Tout en dirigeant une manufacture de soierie et en étant magistrat rattaché au tribunal du commerce lyonnais (1843-1845), il commence à produire un certain nombre de gravures à partir de ses propres dessins, essentiellement des paysages champêtres ou des vues inspirées de sa région, mais on trouve aussi des vues de Versailles, de Senlis et de Francheville. Il fait partie des trois illustrateurs du recueil coordonné par Charles Nodier et Louis Lurine, Les environs de Paris, paysage, histoire, monuments, mœurs, chroniques et traditions publié chez Boizard et G. Kugelmann (Paris, 1844).
Ses estampes sont publiées sur le tard, entre autres par Alfred Cadart et Jean Luquet (1863-1866). 
Il a un fils, Stéphane Baron (1827-1882), élève de son père puis de Léon Cogniet (1853) qui expose au Salon de Paris jusqu'en 1882.

## Œuvre

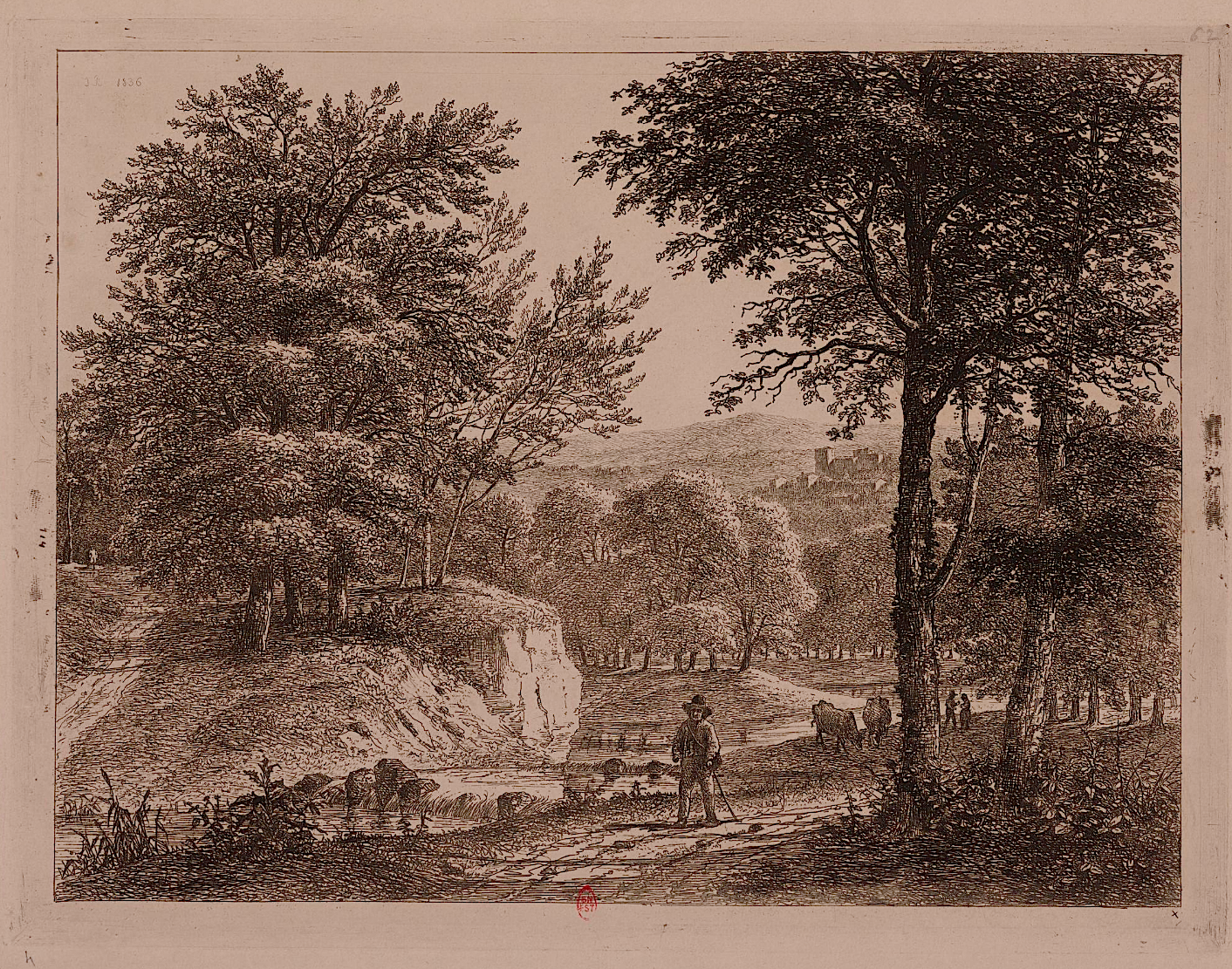
L'Homme indécis, paysage à Saint Bel, eau-forte de 1836 (BNF).

Il signe la plupart de ses travaux J. B. et plus rarement Baron, J. Baron ou BJ Baron.
Sa production se monte à près de 200 pièces, s'étalant entre 1816 et 1869. Baron a été redécouvert à la fin des années 1990 par Colette et Étienne Bidon qui ont fait une importante donation à la ville de Lyon et organisé plusieurs expositions.
Baron a sans doute signé la composition lithographiée pour le livret d'Azélie : nouvelle tyrolienne, paroles et musique de Léon Bruys.

## Collections publiques
- Bibliothèque municipale de Lyon
- Musée de Grenoble
- Bibliothèque nationale de France
- National Gallery of Australia, Canberra

## Expositions
- 1999 : Un artiste retrouvé, Balthazar Jean Baron, bibliothèque municipale de Lyon[7]
- 2000 : Baron, dessinateur et graveur lyonnais[8], musée de Brou, Bourg-en-Bresse